# George Osborne
George Osborne PC MP (født 23. maj 1971 i London) er en britisk politiker fra partiet Konservative.

George Osborne har været medlem af Underhuset siden 7. juni 2001.
Den 11. maj 2010 blev han Chancellor of the Exchequer (finansminister). Den 8. maj 2015 blev han også førstesekretær for staten (vicepremierminister). George Osborne mistede begge sine ministerposter i juli 2016.